# Área de conservación regional Huaytapallana
El Área de conservación regional Huaytapallana es un área protegida en el Perú. Se encuentra ubicado en los distritos de Quilcas, El Tambo, Huancayo y Pariahuanca en la provincia de Huancayo, y en el distrito de Comas en la provincia de Concepción en la región Junín.
Fue creado el 21 de julio de 2011, mediante D.S. n.º 018-2011-MINAM. Tiene una extensión de 22 406.52 hectáreas.
El glaciar del nevado Huaytapallana ha venido siendo contaminado con residuos sólidos generados por los diferentes visitantes. El nevado se encuentra en proceso de desglaciación.

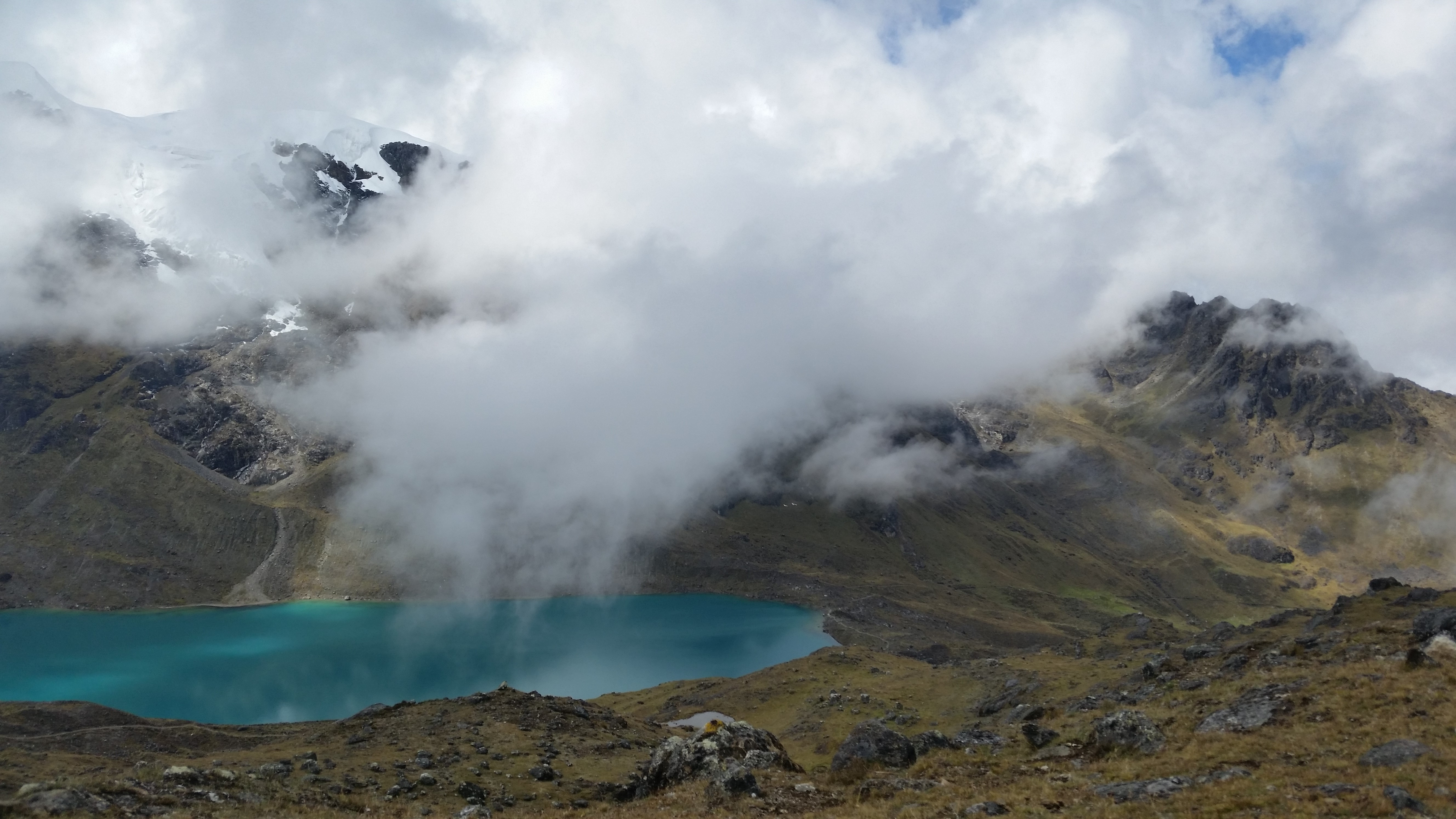
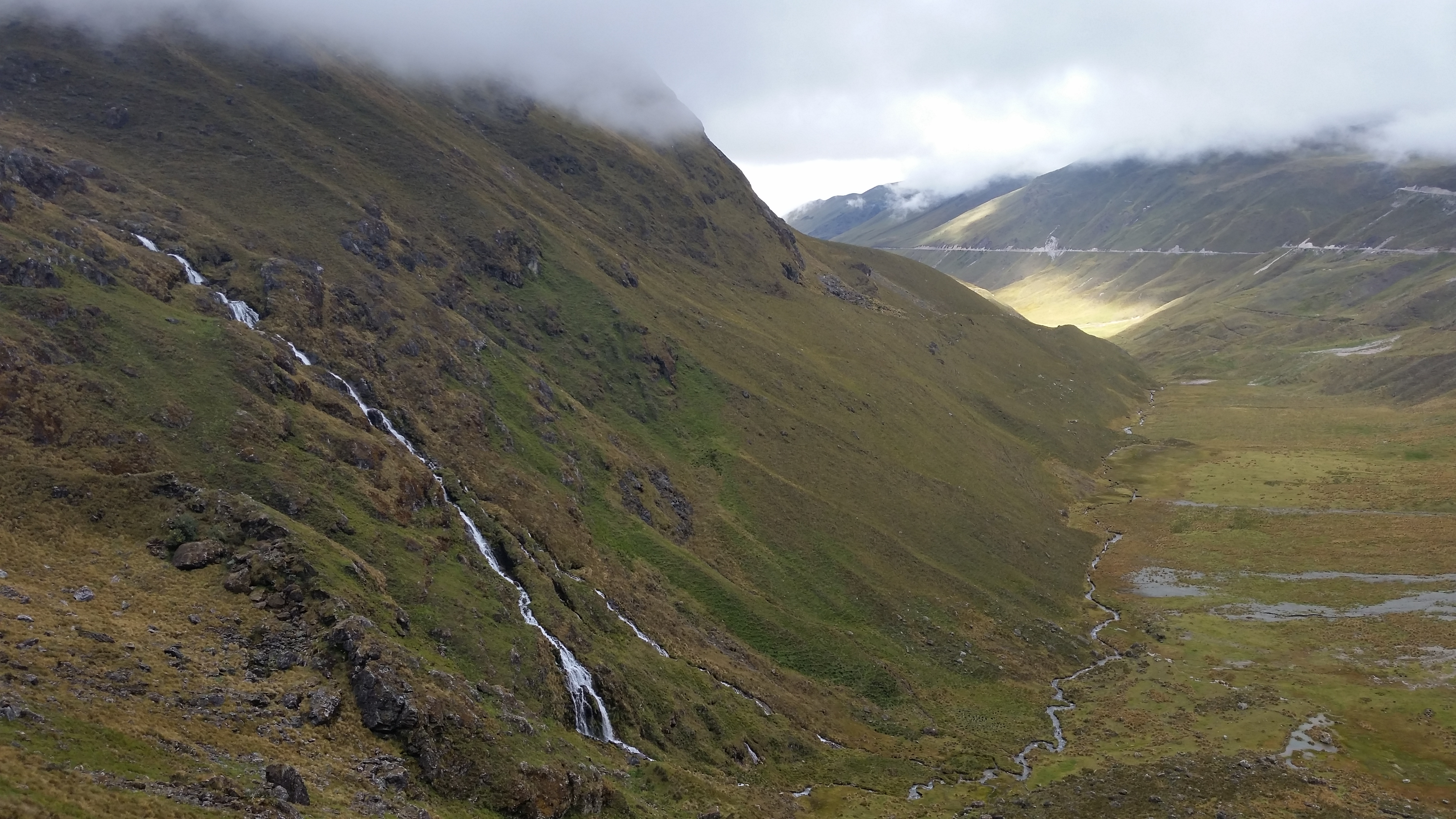